# 마키노 도미타로
마키노 도미타로(일본어: 牧野 富太郎, 분큐 2년 4월 24일 (1862년 5월 22일) ~ 1957년 1월 18일)는 일본의 식물 분류학자이다. 고치에서 출생하여 도쿄 대학 강사를 지냈다. 일본 식물 연구에 종사하여 1927년에 학위를 받았다. 일본인으로 일본 식물에 학명을 붙인 최초의 사람으로 그가 이름을 붙인 식물은 1000여 종, 1500여 변종에 이른다. 1936년에 과거 50년 동안의 연구를 집대성한 《마키노 식물학 전집》을 완성하였다. 일반적으로 학명 명명자 부분의 ‘Makino’가 그를 가리킨다.